# جيمي نيكول
جيمي نيكول (بالإنجليزية: Jimmy Nicholl)‏ مواليد 28 ديسمبر 1956 في هاميلتون، أونتاريو، كندا، هو لاعب ومدرب كرة قدم كندي أيرلندي شمالي دولي سابق كان يلعب كمدافع. سبق له أن لعب في كأس العالم لكرة القدم مع منتخب بلاده في مونديال عام 1982 ومونديال عام 1986. لعب خلال مسيرته 577 مباراة سجل خلالها 20 هدفاً.
بعد اعتزاله اللعب، انتقل إلى التدريب والإدارة. وكان مديراً ناجحاً استطاع الفوز بكأس الدوري الإسكتلندي 1994-95 مع نادي ريث روفرز.

## النشأة
وُلد جيمي نيكول في هاملتون في كندا لأبوين من آيرلندا الشمالية. انتقلت عائلته إلى أيرلندا الشمالية عندما كان في الثالثة من عمره. نشأ نيكول في ضواحي مدينة بلفاست. بعد أن بدأ مشواره مع كرة القدم كمتدرب مع نادي مانشستر يونايتد،حيث رتّب النادي لأسرة نيكول للانتقال إلى إنجلترا، لتجنب الاضطرابات في أيرلندا الشمالية.

## المسيرة الاحترافية

### أندية لعب لها
- مانشستر يونايتد
- نادي سندرلاند
- نادي رينجرز[3]
- وست بروميتش ألبيون
- دونفرملين أثلتيك
- ريث روفرز

## مسيرته في التدريب
نجح نيكول نجاحاً كبيراً كمدير لنادي ريث روفرز حيث حصل على المركز الأول في دوري كرة القدم الاسكتلندي الدرجة الأولى عام 1994–95. وبسبب هذا الفوز، تأهل النادي إلى بطولة كأس الاتحاد الأوروبي عام 95-96 ووصل إلى الجولة الثانية، حيث خسر أمام بايرن ميونيخ.

### أندية عمل مدرباً لها
شغل نيكول منصب مدرب ومساعد مدرب ومدير لعدد من الأندية منها:
- نادي دونفرملين أثلتيك
- نادي رينجرز
- نادي هيبرنيان
- نادي ميلوول
- نادي ريث روفرز
- نادي سانت ميرين
- نادي فالكيرك
- نادي كيلمارنوك

## إنجازات

### لاعب
مانشستر يونايتد
- كأس الاتحاد الانجليزي: 1976-77

رينجرز
- كأس الدوري الإسكتلندي: 1983-84, 1986-87, 1987-88
- الدوري الإسكتلندي: 1986-87, 1988-89

### مدير
ريث روفرز
- كأس فايف (7): 1990-91, 1992-93, 1993-94, 1994-95, 1997-98, 1998-99
- كأس الدوري الإسكتلندي: 1994-95
- دوري كرة القدم الإسكتلندي الدرجة الأولى: 1992-93, 1994-95

كوودنبيث
- كأس فايف: 2013-14
- الدوري الاسكتلندي الدرجة الأولى‏: 2013-14

## روابط خارجية
- جيمي نيكول على موقع الاتحاد الدولي (مؤرشف)  (الإنجليزية)
- جيمي نيكول على موقع الاتحاد الأوربي (الإنجليزية)
- جيمي نيكول على موقع قاعدة بيانات كرة القدم.إي يو (الإنجليزية)
- جيمي نيكول على موقع ناشيونال فوتبول تيمز (الإنجليزية)
- جيمي نيكول على موقع Soccerbase.com (مدرب) (الإنجليزية)